# تانتئی
تانتئی (به اسپانیایی: Tanti) یک منطقهٔ مسکونی در آرژانتین است که در بخش پونیلا واقع شده‌است. تانتئی ۴٬۵۷۹ نفر جمعیت دارد و ۸۶۵ متر بالاتر از سطح دریا واقع شده‌است.